# 羅約爾湖 (伊利諾伊州)
羅約爾湖（英語：Royal Lakes）是位於美國伊利諾伊州馬庫平縣的一個村落。

## 地理
羅約爾湖的座標為39°06′42″N 89°57′38″W / 39.11167°N 89.96056°W，而該地最高點為海拔高度188米（即617英尺）。

## 人口
根據2010年美國人口普查的數據，羅約爾湖的面積為1.33平方千米，當中陸地面積為1.21平方千米，而水域面積為0.12平方千米。當地共有人口197人，而人口密度為每平方千米148人。